# Antropologia forense

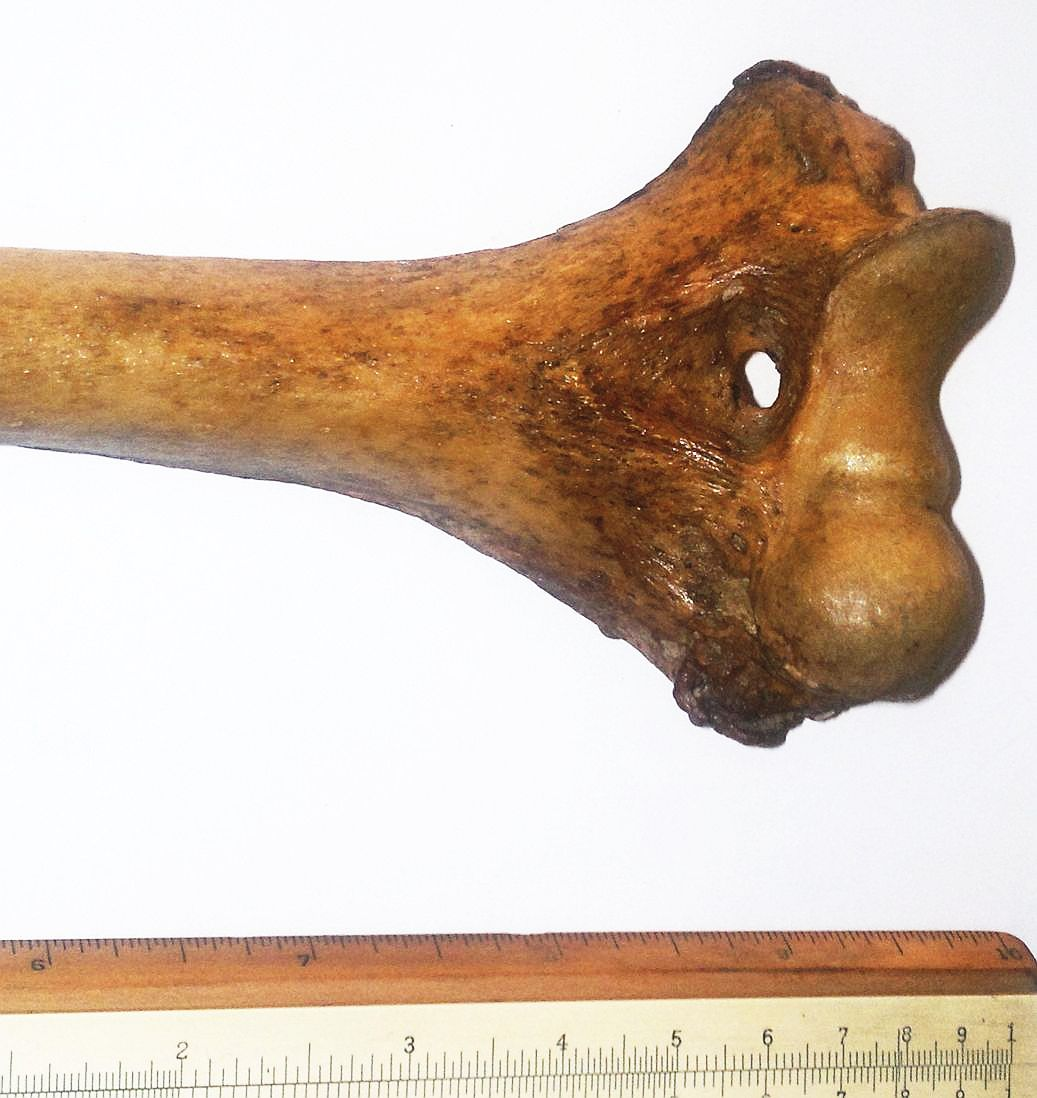
Osteofitosi i perforació de la fossa olecraniana en el còndil de l'epífisi distal d'un húmer del SXVIII.

L'antropologia forense és la disciplina que serveix per poder esbrinar l'edat, el sexe, l'ascendència, la identitat i fins i tot algunes circumstàncies de la mort de persones a partir de les seves restes i funciona sobretot com a branca auxiliar de la investigació en crims, desaparicions o cadàvers de fosses comunes. Les seves tècniques poden usar-se com a complement arqueològic per esbrinar coses com la complexió o estil de vida dels homes primitius en tombes i coves, així com la presència de carnívors en una zona que hagin alterat l'esquelet. La sèrie Bones ha contribuït a la popularització d'aquesta figura.

## Història
Hi ha unes contribucions de Todd en el camp de l'antropologia que es mantenen en ús en l'era moderna i inclouen diversos estudis pel que fa als tancaments de sutura al crani i el moment d'erupció de les dents a la mandíbula. Todd creà diversos instruments craniomètrics i també va desenvolupar estimacions d'edat segons les característiques físiques de la símfisi del pubis. Tot i que les normes s'han actualitzat, aquestes estimacions estan sent utilitzades, encara avui dia, pels antropòlegs forenses per poder definir un rang d'edat de les restes d'un esquelet.

## Determinació de l'edat, sexe i alçada
Fent ús de marcadors físics presents en un esquelet, un antropòleg forense pot establir amb un alt grau de certesa l'edat d'un esquelet, el sexe, l'alçada, i l'ascendència. Apart d'identificar les característiques físiques de l'individu, els antropòlegs forenses poden determinar anomalies esquelètiques, la probable causa de la mort, traumes del passat (com ara ossos trencats o procediments mèdics), així com malalties com el càncer d'os, la tuberculosi o la lepra.

### Determinació de l'edat
La determinació de l'edat d'un individu mitjançant l'antropologia forense depèn de si l'individu era un adult o era un nen. La determinació de l'edat dels nens, menors de 21 anys, en general es du a terme mitjançant l'examen de les dents.

Quan les dents no estan disponibles, els seus ossos (que estan en període de creixement), poden ser datats basant-se en el nivell de tancament (segellament) de les plaques de creixement. La placa de creixement de la tíbia es tanca al voltant dels 16 o 17 anys en les noies i al voltant dels 18 o 19 anys en els nois. La clavícula és l'últim os en completar el creixement i la seva placa de creixement es segella al voltant dels 25 anys. A part d'això, si està disponible l'esquelet complet, els antropòlegs poden comptar el nombre d'ossos. Mentre els adults tenen 206 ossos, els ossos d'un nen encara no s'han fusionat tots, resultant en un nombre molt més alt.
La datació dels esquelets dels adults no és tan senzilla com la de l'esquelet d'un nen atès que l'esquelet canvia poc, una vegada que s'aconsegueix l'edat adulta. Una manera possible de calcular l'edat d'un esquelet adult és mirar les osteones òssies amb un microscopi. La medul·la òssia crea constantment noves osteones, fins i tot després que els ossos hagin deixat de créixer. Els adults més joves tenen menys osteones (i més grosses), mentre que els adults de més edat, tenen les osteones més fragmentades (i més petites). Un altre possible mètode per a determinar l'edat d'un esquelet adult és la recerca d'indicadors d'artrosi i/o artritis en els ossos. L'artritis causa un arrodoniment notable dels ossos. El grau d'arrodoniment causat per l'artritis, juntament amb la mida i el nombre d'osteones pot ajudar a un antropòleg a calcular un possible rang d'edat de les restes d'un individu.

### Determinació de l'ascendència
La determinació de l'ascendència d'un individu sol agrupar-se en tres grups històrics, negroide, caucasoide i mongoloide. Tanmateix, l'ús d'aquestes classificacions es fa cada vegada més difícil, ja que la taxa de matrimonis inter-ancestres augmenta i els marcadors es tornen menys definits Mitjançant el mesurament de les distàncies entre els punts de referència en el crani, així com la mida i la forma dels ossos específics, els antropòlegs poden utilitzar una sèrie d'equacions per tal d'estimar l'ascendència. En general, el maxil·lar superior s'utilitza per ajudar els antropòlegs a determinar l'ascendència d'un individu per raó de les tres formes bàsiques, hiperbòliques, parabòliques, i arrodonides, que pertanyen a les tres estirps històriques: negroide, caucasoide i mongoloide, respectivament. A més a més del maxil·lar, la mandíbula, l'arc zigomàtic i l'obertura nasal s'han utilitzat per limitar les possibles ascendències. Es va crear un programa anomenat FORDISC que calcula, amb certes limitacions, el més probable ancestre mitjançant fórmules matemàtiques complexes. Aquest programa s'actualitza constantment amb nova informació d'individus coneguts per tal de mantenir al dia una base de dades de les poblacions actuals i els seus respectius mesuraments.